# Lord Finesse
Robert Hall, Jr., mer känd under artistnamnet Lord Finesse, född 19 februari 1970 i Bronx i New York, är en amerikansk hiphopartist och producent. Han är mest känd som ledare för hiphopkollektivet Diggin' in the Crates Crew (DITC).

## Diskografi

### Studioalbum
- 1990 – Funky Technician
- 1992 – Return of the Funky Man
- 1996 – The Awakening

## Fotnoter
1. ↑  Tjeckiska nationalbibliotekets databas, NKC-ID: xx0128980, läst: 30 augusti 2020.[källa från Wikidata]